# Эйду, Жозеф
Жозеф Фортюне Теодор Эйду (фр. Joseph Fortuné Théodore Eydoux; 23 апреля 1802, Тулон — 6 июля 1841, Сен-Пьер) — французский натуралист (зоолог), хирург.

## Биография
Эйду, ставший в 1821 году военно-морским хирургом, участвовал в кругосветном плавании на корвете «La Favorite» под командованием капитана Сирила Пьера Теодора Лапласа (1830—1832), а его помощником был натуралист и хирург Луи-Франсуа Огюст Сулейэ. Также принимал участие в кругосветном плавании Огюста-Николя Вайяна (1793—1858) на судне «La Bonite» в 1836/37 гг. (зоологическую часть итогового отчета он написал вместе с Сулейэ). Помимо Сулейэ, также публиковался вместе с Полем Жерве (оба они публиковались с ним в соавторстве после его смерти). Эйду умер от жёлтой лихорадки в 1841 году в военно-морском госпитале Сен-Пьер на Мартинике, куда был направлен для лечения. Та же участь постигла Сулейэ одиннадцать лет спустя.
Сулейэ и Эйду сделали одни из первых научных описаний рыб.
В 1839 году Эйду был представлен Феликсом Эдуардом Герен-Меневилем как член № 172 зоологического Общества кювьеристов.

## Работы
- Совместно с P. Gervais Voyage de la Favorite (1822). «Reptiles». Zool. Guérin, Paris 111: 1-10.
- Совместно с F. A. Souleyet and Auguste-Nicolas Vaillant (1840—1866).Voyage autour du monde exécuté pendant les années 1836 et 1837 sur la corvette La Bonite, commandée par M. Vaillant capitaine de vaisseau, publié par ordre du roi sous les auspices du département de la Marine. Zoologie. Paris: Bertrand. 15 volumes.

## Таксоны, названные в честь Эйду
В 1849 году Джон Эдуард Грей присвоил научное название жемчужной морской змее (Aipysurus eydouxii). Название было взято из рукописи Габриэля Биброна.
- Lepidotrigla eydouxii
- Diodon eydouxii
- Platypodia eydouxii
- Creobius eydouxii
- Julis eydouxii Valenciennes
- Lobophyllia eydouxii
- Pocillopora eydouxi